# Tibužde
Tibužde (cyr. Тибужде) – wieś w Serbii, w okręgu pczyńskim, w mieście Vranje. W 2011 roku liczyła 1295 mieszkańców.